# Jorge Battaglia
Jorge Antonio Battaglia Méndez (Assunção, 12 de maio de 1960) é um ex-futebolista profissional paraguaio, que atuava como goleiro.

## Carreira
Jorge Battaglia fez parte do elenco da Seleção Paraguaia de Futebol da Copa do Mundo de 1986